# Melanargia herta
Melanargia herta är en fjärilsart som beskrevs av Jacob Hübner 1828. Melanargia herta ingår i släktet Melanargia och familjen praktfjärilar. Inga underarter finns listade i Catalogue of Life.